# Rizalia fasciculata
Rizalia fasciculata är en svampart som beskrevs av Syd. & P. Syd. 1914. Rizalia fasciculata ingår i släktet Rizalia, klassen Sordariomycetes, divisionen sporsäcksvampar och riket svampar.   Inga underarter finns listade i Catalogue of Life.